# Nanteuil-sur-Aisne
Nanteuil-sur-Aisne – miejscowość i gmina we Francji, w regionie Grand Est, w departamencie Ardeny.
Według danych na rok 1990 gminę zamieszkiwały 132 osoby, a gęstość zaludnienia wynosiła 17 osób/km².